# سياتل ساوندرز
نادي سياتل ساوندرز لكرة القدم (بالإنجليزية: Seattle Sounders Football Club)‏ هو فريق من الدوري الكبير لكرة القدم في الولايات المتحدة الأمريكية. تأسس عام 1974 حتى عام 1983 وأعيد تأسيسه عام 2007 ويتخذ من مدينة سياتل مقر له تقام مقابلاته في ملعب كويست فيلد ويتمرن في الضاحية الجنوبية في مدينة تاكويلا. فاز بكأس MLS في موسمه الأول وترشح للمرحلة الثانية من الدوري الكبير لكرة القدم.
أشهر من لعب في الفريق فريدريك ليونبيرغ وكايسي كيلر.

## الشعار

شعار الفريق من 2008 إلى 2023
شعار الفريق من 2024 وحتى الآن

## التشكيل الحالي
ملاحظة: تشير الأعلام إلى المنتخب الوطني على النحو المحدد في قواعد الأهلية للفيفا. قد يحمل اللاعبون أكثر من جنسية واحدة غير تابعة للفيفا.
| الرقم | البلد                       | المركز | اللاعب           |
| ----- | --------------------------- | ------ | ---------------- |
| 18    | الولايات المتحدة            | حارس   | كايسي كيلير      |
| 28    | بورتوريكو                   | حارس   | تيري بوس         |
| 34    | كولومبيا                    | مدافع  | جون هورتادو      |
| 31    | الولايات المتحدة            | مدافع  | جيف بارك         |
| 4     | الولايات المتحدة            | مدافع  | باتريك اياني     |
| 5     | الولايات المتحدة            | مدافع  | تايسون ويل       |
| 20    | الولايات المتحدة            | مدافع  | زاك سكوت         |
| 26    | الولايات المتحدة            | مدافع  | تايلور غراهم     |
| 7     | الولايات المتحدة            | مدافع  | جيمس رايلي       |
| 19    | كوستاريكا                   | مدافع  | ليو قونزاليس     |
| 14    | جامايكا                     | مدافع  | تايرون مارشال    |
| 2     | الولايات المتحدة            | وسط    | مايكل فسيتو      |
| 3     | الولايات المتحدة            | وسط    | براد ايفانس      |
| 6     | كوبا                        | وسط    | اوزفالدو الونزو  |
| 8     | الولايات المتحدة            | وسط    | بيتر فاقيناس     |
| 11    | جمهورية الكونغو الديمقراطية | وسط    | ستيف زاكاواني    |
| 15    | الأوروغواي                  | وسط    | الفارو فيرنانديز |
| 23    | غامبيا                      | وسط    | سانا نياسي       |
| 22    | الولايات المتحدة            | وسط    | مايك سيمون       |
| 9     | سويسرا                      | مهاجم  | بلاز نكوفو       |
| 17    | كولومبيا                    | مهاجم  | فريدي مونتيرو    |
| 21    | الولايات المتحدة            | مهاجم  | نايت جايكوا      |
| 24    | الولايات المتحدة            | مهاجم  | روجر ليفاك       |
| 16    |                             | مهاجم  | دافيد استرادا    |
| 26    | الولايات المتحدة            | مهاجم  | عادل مجدي حجاج   |
| 25    | الولايات المتحدة            | مهاجم  | بات نولان        |

## وصلات خارجية
- موقع الفريق الرسمي